# 费奥多尔·布列季欣

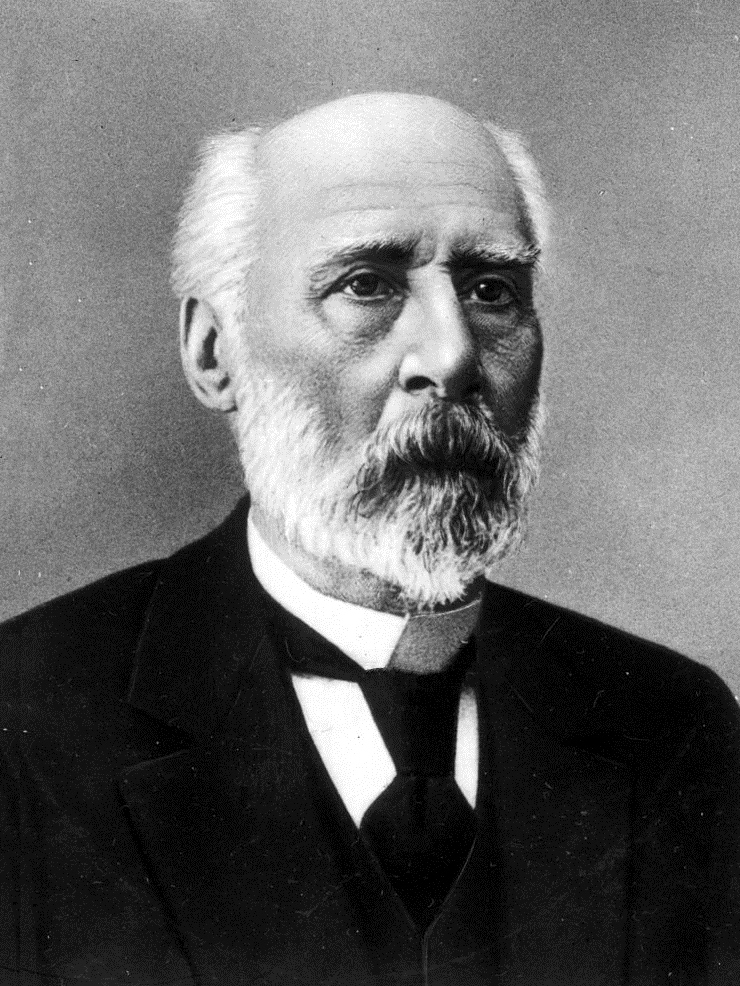
费奥多尔·布列季欣

费奥多尔·亚历山德罗维奇·布列季欣（俄语：Фёдор Александрович Бредихин；1831年12月8日—1904年5月14日（儒略历5月1日）），是一位俄罗斯天文学家。他的姓氏在文学作品中有时称为“布列季欣”，而在非俄语来源中，有时则称为“西奥多”。

## 资料
1857年他进入莫斯科国立大学天文台工作，1873年成为该天文台台长。1890年，他又成为了普尔科沃天文台台长（任期至1894年），并于同年成为俄罗斯科学院院士。
他研究过彗星尾巴原理，也对流星和流星雨进行过研究。
小行星786布列季欣纳和月球上的“布列季欣环形山”就是以他的名字命名的。

## 参阅
1. ↑  霍基, 托马斯. . 施普林格出版社. 2009年  [August 22, 2012]. ISBN 978-0-387-31022-0.

### 讣告
- AN 165 (1904) 351/352 （页面存档备份，存于） (在德国)
- MNRAS 65 (1905) 348 （页面存档备份，存于）